# Red Dress
Red Dress är den tredje singeln från det brittiska tjejbandet Sugababes fjärde musikalbum, Taller in More Ways. Singeln släpptes den 6 mars 2006.
Red Dress är Sugababes första singel med Amelle Berrabah, som ersatte originalmedlemmen Mutya Buena i december 2005. Delar av låten har spelats in på nytt, nu med Berrabahs sång.
Som B-sida till singeln har man valt att göra en cover på Arctic Monkeys ”I Bet You Look Good on the Dancefloor”.
Red Dress debuterade på englandslistans fjärde plats.